# Pseudomyrmex squamifer
Pseudomyrmex squamifer es una especie de hormiga del género Pseudomyrmex, subfamilia Pseudomyrmecinae. Esta especie fue descrita científicamente por Emery en 1890.

## Distribución
Se encuentra en Brasil.